# Ligat ha’Al (2023/2024)
Ligat ha’Al 2023/2024 (hebr. ליגת העל albo zwana Izraelską Ekstraklasą lub ze względów sponsorskich Ligat ONE ZERO) – była 25. edycją najwyższej klasy rozgrywkowej piłki nożnej w Izraelu pod tą nazwą,
Brało w niej udział 14 drużyn, które w okresie od 26 sierpnia 2023 do 25 maja 2024 rozegrały w dwóch fazach 36 kolejek meczów.
Obrońcą tytułu była drużyna Maccabi Hajfa. Mistrzostwo po raz dwudziesty czwarty w historii zdobyła drużyna Maccabi Tel Awiw.
7 października rozgrywki zostały zawieszone z powodu wybuchu wojny Izraela z Hamasem, jednakże pod koniec listopada zostały wznowione. Pierwotnie w ostatni weekend listopada miała się odbyć cała szósta kolejka, jednakże ostatecznie 25 listopada rozegrano jedynie zaległy mecz pierwszej kolejki, w którym Maccabi Hajfa wygrał 2:1 z Hapoelem Petach Tikwa, a kolejne spotkania odbyły się w pierwszy weekend grudnia.

## Drużyny
| Uczestnicy poprzedniej edycji                                                                                 | Uczestnicy poprzedniej edycji | Uczestnicy poprzedniej edycji | Uczestnicy poprzedniej edycji |
| --- | ----------------------------- | ----------------------------- | ----------------------------- |
| MHA | Maccabi Hajfa                 | 1                             |                               |
| HBS | Hapoel Beer Szewa             | 2                             |                               |
| MTA | Maccabi Tel Awiw              | 3                             |                               |
| HAJ | Hapoel Jerozolima             | 4                             |                               |
| MNE | Maccabi Netanja               | 5                             |                               |
| ASZ | FC Aszdod                     | 6                             |                               |
| HHA | Hapoel Hajfa                  | 7                             |                               |
| BEI | Beitar Jerozolima             | 8                             |                               |
| BNS | Bene Sachnin                  | 9                             |                               |
| HTA | Hapoel Tel Awiw               | 10                            |                               |
| MBR | Maccabi Bene Rajna            | 11                            |                               |
| HHD | Hapoel Hadera                 | 12                            |                               |
| Awans z Liga Leumit                                                                                           |                               |                               |                               |
| MPT | Maccabi Petach Tikwa          | 1                             |                               |
| HPT | Hapoel Petach Tikwa           | 2                             |                               |
| Oznaczenia: - kolumna pierwsza – skróty nazw drużyn, - kolumna trzecia – miejsce zajęte w poprzednim sezonie. |                               |                               |                               |

## Faza zasadnicza

### Tabela
| Lp. | Drużyna              | M  | Z  | R  | P  | B+ | B- | +/– | Pkt | Kwalifikacja      |
| --- | -------------------- | -- | -- | -- | -- | -- | -- | --- | --- | ----------------- |
| 1   | Maccabi Tel Awiw     | 26 | 19 | 5  | 2  | 55 | 20 | +35 | 61  | grupa mistrzowska |
| 2   | Maccabi Hajfa        | 26 | 17 | 6  | 3  | 55 | 18 | +37 | 55  | grupa mistrzowska |
| 3   | Hapoel Beer Szewa    | 26 | 15 | 4  | 7  | 45 | 19 | +26 | 49  | grupa mistrzowska |
| 4   | Hapoel Hajfa         | 26 | 14 | 5  | 7  | 38 | 32 | +6  | 47  | grupa mistrzowska |
| 5   | Maccabi Bene Rajna   | 26 | 8  | 10 | 8  | 27 | 26 | +1  | 34  | grupa mistrzowska |
| 6   | Bene Sachnin         | 26 | 7  | 13 | 6  | 26 | 31 | −5  | 33  | grupa mistrzowska |
| 7   | Hapoel Jerozolima    | 26 | 8  | 7  | 11 | 28 | 33 | −5  | 31  | grupa spadkowa    |
| 8   | Maccabi Petach Tikwa | 26 | 8  | 6  | 12 | 31 | 48 | −17 | 30  | grupa spadkowa    |
| 9   | Maccabi Netanja      | 26 | 8  | 4  | 14 | 29 | 41 | −12 | 28  | grupa spadkowa    |
| 10  | Hapoel Hadera        | 26 | 8  | 4  | 14 | 21 | 38 | −17 | 28  | grupa spadkowa    |
| 11  | Hapoel Tel Awiw      | 26 | 6  | 9  | 11 | 29 | 37 | −8  | 26  | grupa spadkowa    |
| 12  | Beitar Jerozolima    | 26 | 8  | 6  | 12 | 34 | 34 | 0   | 25  | grupa spadkowa    |
| 13  | FC Aszdod            | 26 | 5  | 7  | 14 | 20 | 42 | −22 | 22  | grupa spadkowa    |
| 14  | Hapoel Petach Tikwa  | 26 | 3  | 10 | 13 | 20 | 39 | −19 | 19  | grupa spadkowa    |

1. ↑  Maccabi Tel Awiw został ukarany za zranienie Derricka Lucassena flarą podczas meczu z Hapoel Tel Awiw[4].
2. ↑  Maccabi Hajfa odjęto punkt z powodu rzucania przez kibiców flarami w meczu Superpucharu Izraela z Beitar Jerozolima[5].
Maccabi Hajfa stracił kolejny punkt za wydarzenia w meczu 20 kolejki (5 lut) z Maccabi Tel Awiw[6].
3. ↑  Bene Sachnin odjęto punkt za zamieszki, które wszczęli kibice podczas meczu z Maccabi Hajfa[7][8].
4. ↑  Hapoel Tel Awiw został ukarany odjęciem punktu za zapalenie flar i rzucanie przedmiotami w meczu z Beitar Jerozolima[9].
5. ↑  Beitar Jerozolima odjęto 4 punkty w związku z wydarzeniami, jakie miały miejsce w finale Pucharu Izraela w poprzednim sezonie[10].
Beitar stracił kolejny punkt za wydarzenia w meczu 21 kolejki (10 lut) z Maccabi Hajfa[11].

### Wyniki
| Gospodarz \ Gość     | BEI | BnS | ASH | HBS | HAH | HHA | HJE | HPT | HTA | MBR | MHA | MNE | MPT | MTA |
| -------------------- | --- | --- | --- | --- | --- | --- | --- | --- | --- | --- | --- | --- | --- | --- |
| Beitar Jerozolima    |     | 1–1 | 1–1 | 4–4 | 2–0 | 1–2 | 1–0 | 2–2 | 0–3 | 1–2 | 0–2 | 0–0 | 3–2 | 0–1 |
| Bene Sachnin         | 2–1 |     | 1–1 | 0–2 | 0–1 | 1–1 | 2–1 | 0–0 | 1–1 | 0–0 | 0–3 | 1–1 | 1–1 | 2–3 |
| FC Aszdod            | 1–2 | 0–1 |     | 1–3 | 0–1 | 0–1 | 2–0 | 2–0 | 2–1 | 1–0 | 0–5 | 0–2 | 1–1 | 1–4 |
| Hapoel Beer Szewa    | 1–0 | 1–2 | 1–0 |     | 3–0 | 4–0 | 3–0 | 3–0 | 0–0 | 4–2 | 2–1 | 2–0 | 1–1 | 0–1 |
| Hapoel Hadera        | 0–3 | 1–0 | 1–1 | 0–2 |     | 1–2 | 1–1 | 1–0 | 1–0 | 0–2 | 1–5 | 1–4 | 3–0 | 0–3 |
| Hapoel Hajfa         | 3–2 | 1–2 | 2–0 | 1–0 | 2–0 |     | 2–3 | 1–1 | 4–3 | 1–2 | 0–3 | 2–1 | 2–2 | 0–1 |
| Hapoel Jerozolima    | 2–1 | 0–0 | 1–1 | 0–1 | 1–0 | 0–1 |     | 3–2 | 2–1 | 1–0 | 1–2 | 1–1 | 3–1 | 1–2 |
| Hapoel Petach Tikwa  | 1–0 | 1–1 | 1–1 | 1–0 | 0–2 | 0–2 | 1–2 |     | 0–0 | 0–1 | 2–2 | 2–0 | 2–2 | 0–0 |
| Hapoel Tel Awiw      | 0–1 | 3–3 | 3–1 | 0–4 | 1–1 | 0–1 | 0–0 | 4–1 |     | 0–0 | 0–0 | 2–0 | 2–0 | 0–5 |
| Maccabi Bene Rajna   | 2–1 | 0–1 | 0–0 | 1–1 | 2–1 | 0–0 | 1–1 | 1–1 | 1–2 |     | 2–1 | 1–3 | 3–0 | 2–2 |
| Maccabi Hajfa        | 1–1 | 1–1 | 4–0 | 1–0 | 1–0 | 1–1 | 2–1 | 2–1 | 0–0 | 1–0 |     | 4–0 | 5–0 | 2–0 |
| Maccabi Netanja      | 0–3 | 0–1 | 1–0 | 1–0 | 1–3 | 1–2 | 2–1 | 4–1 | 2–1 | 1–1 | 2–3 |     | 0–1 | 1–5 |
| Maccabi Petach Tikwa | 0–3 | 5–1 | 1–2 | 1–4 | 1–0 | 0–3 | 1–1 | 2–0 | 3–0 | 1–0 | 3–2 | 1–0 |     | 1–2 |
| Maccabi Tel Awiw     | 1–0 | 1–1 | 4–1 | 1–0 | 1–1 | 3–1 | 2–1 | 2–0 | 4–2 | 1–1 | 0–1 | 2–1 | 4–0 |     |

## Faza finałowa
| Grupa mistrzowska |                      |    |    |    |    |    |    |     |    |                                                 |     |     |     |     |     |     |     |
| 1                 | Maccabi Tel Awiw (M) | 36 | 26 | 7  | 3  | 75 | 25 | +50 | 85 | Liga Mistrzów UEFA • II runda kwalifikacyjna    |     |     | 1–1 | 3–0 | 4–0 | 2–0 | 2–0 |
| 2                 | Maccabi Hajfa        | 36 | 23 | 7  | 6  | 75 | 28 | +47 | 74 | Liga Konferencji UEFA • II runda kwalifikacyjna |     | 0–1 |     | 4–1 | 0–2 | 1–2 | 1–0 |
| 3                 | Hapoel Beer Szewa    | 36 | 19 | 4  | 13 | 55 | 40 | +15 | 61 | Liga Konferencji UEFA • II runda kwalifikacyjna |     | 1–0 | 1–4 |     | 2–1 | 2–1 | 2–1 |
| 4                 | Hapoel Hajfa         | 36 | 18 | 5  | 13 | 48 | 47 | +1  | 59 |                                                 |     | 0–3 | 0–2 | 2–0 |     | 2–0 | 1–2 |
| 5                 | Maccabi Bene Rajna   | 36 | 11 | 11 | 14 | 38 | 44 | −6  | 44 |                                                 | 2–3 | 1–5 | 1–0 | 0–1 |     | 2–2 |     |
| 6                 | Bene Sachnin         | 36 | 10 | 15 | 11 | 39 | 46 | −7  | 44 |                                                 | 1–1 | 1–2 | 4–1 | 2–1 | 0–2 |     |     |

1. ↑  Maccabi Tel Awiw po apelacji odzyskał punkt[18][19].
2. ↑  Maccabi Hajfa odjęto punkt z powodu rzucania przez kibiców flarami w meczu Superpucharu Izraela z Beitar Jerozolima[20].
Maccabi Hajfa stracił kolejny punkt za wydarzenia w meczu 20 kolejki (5 lut) z Maccabi Tel Awiw[21].
3. ↑  Bene Sachnin odjęto punkt za zamieszki, które wszczęli kibice podczas meczu z Maccabi Hajfa[22][23].

| Grupa spadkowa |                          |    |    |    |    |    |    |     |    |                                            |     |     |     |     |     |     |     |     |     |
| 7              | Hapoel Jerozolima        | 33 | 12 | 7  | 14 | 38 | 39 | −1  | 43 |                                            |     |     | 2–0 |     |     | 3–0 | 2–1 | 2–0 |     |
| 8              | Maccabi Petach Tikwa (P) | 33 | 11 | 7  | 15 | 44 | 57 | −13 | 40 | Liga Europy UEFA • II runda kwalifikacyjna |     |     |     | 0–2 | 0–1 |     |     | 4–2 | 4–1 |
| 9              | Maccabi Netanja          | 33 | 11 | 5  | 17 | 36 | 48 | −12 | 38 |                                            |     | 1–0 |     |     |     | 0–3 | 1–2 | 0–1 |     |
| 10             | FC Aszdod                | 33 | 9  | 10 | 14 | 29 | 45 | −16 | 37 |                                            | 3–1 |     | 0–0 |     |     |     |     | 1–0 |     |
| 11             | Beitar Jerozolima        | 33 | 11 | 8  | 14 | 45 | 40 | +5  | 36 |                                            |     | 1–1 |     | 0–0 |     | 0–1 |     |     |     |
| 12             | Hapoel Hadera            | 33 | 10 | 6  | 17 | 28 | 49 | −21 | 36 |                                            |     | 0–4 |     | 2–2 |     |     | 0–1 | 1–1 |     |
| 13             | Hapoel Tel Awiw (S)      | 33 | 8  | 10 | 15 | 35 | 51 | −16 | 33 | Spadek do Liga Leumit                      |     |     |     |     | 0–2 | 1–5 |     |     | 1–1 |
| 14             | Hapoel Petach Tikwa (S)  | 33 | 4  | 12 | 17 | 25 | 51 | −26 | 24 | Spadek do Liga Leumit                      |     | 1–0 |     | 1–3 |     | 0–2 |     |     |     |

1. ↑  Beitar Jerozolima odjęto 4 punkty w związku z wydarzeniami, jakie miały miejsce w finale Pucharu Izraela w poprzednim sezonie[27].
Beitar stracił kolejny punkt za wydarzenia w meczu 21 kolejki (10 lut) z Maccabi Hajfa[28].
2. ↑  Hapoel Tel Awiw został ukarany odjęciem punktu za zapalenie flar i rzucanie przedmiotami w meczu z Beitar Jerozolima[29].

## Najlepsi strzelcy
| Bramki | Strzelcy         | Drużyna            |
| ------ | ---------------- | ------------------ |
| 20     | Dean David       | Maccabi Hajfa      |
| 20     | Eran Zahawi      | Maccabi Tel Awiw   |
| 18     | Frantzdy Pierrot | Maccabi Hajfa      |
| 17     | Guy Melamed      | Hapoel Hajfa       |
| 12     | Elad Madmon      | Hapoel Hadera      |
| 12     | Yarden Shua      | Beitar Jerozolima  |
| 11     | Tomer Yosefi     | Hapoel Hajfa       |
| 10     | Dor Peretz       | Maccabi Tel Awiw   |
| 9      | Rotem Hatuel     | Hapoel Beer Szewa  |
| 9      | Gabi Kanichowsky | Maccabi Tel Awiw   |
| 9      | Dor Turgeman     | Maccabi Tel Awiw   |
| 8      | Shlomi Azulay    | Maccabi Bene Rajna |
| 8      | Mayron George    | Beitar Jerozolima  |
| 8      | Anan Khalaily    | Maccabi Hajfa      |
| 8      | Li’or Refa’elow  | Maccabi Hajfa      |

Źródło: 

## Stadiony
| FC Aszdod         |
| ----------------- |
| Stadion Jedenastu |
| 7 800             |
|                   |

| Beitar Jerozolima Hapoel Jerozolima |
| ----------------------------------- |
| Stadion Teddy                       |
| 31 733                              |
|                                     |

| Hapoel Tel Awiw Maccabi Tel Awiw |
| -------------------------------- |
| Stadion Bloomfield               |
| 29 400                           |
|                                  |

| Bene Sachnin |
| ------------ |
| Stadion Doha |
| 8 500        |
|              |

| Hapoel Beer Szewa |
| ----------------- |
| Turner Stadium    |
| 16 126            |
|                   |

| Hapoel Hajfa Maccabi Hajfa |
| -------------------------- |
| Stadion Samiego Ofera      |
| 30 942                     |
|                            |

| Hapoel Petah Tikva Maccabi Petah Tikva |
| -------------------------------------- |
| Stadion Miejski                        |
| 11 500                                 |
|                                        |

| Maccabi Bene Rajna |
| ------------------ |
| Green Stadium      |
| 5 200              |
|                    |

| Maccabi Netanja Hapoel Hadera |
| ----------------------------- |
| Stadion Netanja               |
| 13 610                        |
|                               |

Źródło: 